# Forstbehörde
Die Forstbehörde ist eine Behörde, die die Wälder, auch andere Waldschutzgebiete betreut und/oder verwaltet oder für die nationale (regionale) Forstpolitik und Forstwirtschaft zuständig ist (zum Beispiel, ein Forstministerium).

## Deutschland
- Forstämter und Forstverwaltungen

## Österreich
- Bundesministerium für Land- und Forstwirtschaft, Umwelt und Wasserwirtschaft
- Österreichische Bundesforste (1997 Ausgliederung aus der öffentlichen Verwaltung)
- Landesforstdirektionen der Bundesländer, z. B. Forstamt und Landwirtschaftsbetrieb der Stadt Wien
- Landesforstinspektionen und Bezirksforstinspektionen

## Andere Länder
- Großbritannien: Forestry Commission
- Italien: Corpo Forestale dello Stato
- Litauen: Valstybinė miškų tarnyba und Generalforstamt am Umweltministerium Litauens
- Thailand: Royal Forest Department
- USA: United States Forest Service